# Rolf Sørensen
Pour les articles homonymes, voir Sørensen.
Rolf Sørensen, né le 20 avril 1965 à Copenhague, est un coureur cycliste danois, professionnel de 1986 à 2002.

## Parcours
Il obtient son premier grand résultat en 1987 en remportant Tirreno-Adriatico. En 1990, il remporte sa première classique, Paris-Tours. L'année suivante, il obtient tout une série de places d'honneur dans les classiques printanières : 2e de Milan-San Remo, 3e du Tour des Flandres et 3e de Liège-Bastogne-Liège. Cet ensemble de résultats lui permet d'être en tête de la coupe du monde. 
Lors du Tour de France, il fait partie de la bonne échappée de la première demi-étape menant à Lyon. Il obtient le maillot jaune lors du succès d'Ariostea au contre-la-montre par équipes malgré une glissade. Il se blesse à la clavicule lors de la 5e étape à Valenciennes et ne peut pas prendre le départ le lendemain. Cette blessure l'empêche de défendre sa position de leader de la Coupe du monde qui revient à Maurizio Fondriest. 
En 1992, il gagne de nouveau Tirreno-Adriatico. Il remporte Paris-Bruxelles en 1992 et 1994. En 1993, il remporte la grande classique Liège-Bastogne-Liège. En 1994, il remporte sa première étape du Tour de France. Il remporte une étape du Tour d'Italie en 1995 et une nouvelle étape du Tour de France en 1996 . Il prend la 2e place lors de la première course olympique sur route ouverte aux professionnels, à Atlanta, derrière le Suisse Pascal Richard.
En 1997, il remporte le Tour des Flandres et est leader du classement de la coupe du monde une épreuve avant la fin. Il se blesse de nouveau et ne peut défendre sa position lors du Tour de Lombardie. Michele Bartoli en profite pour le dépasser et emporter ce classement.  Il n'obtient plus de grand résultats par la suite et arrête sa carrière fin 2002.
Rolf Sørensen reconnaît en 2013 avoir recouru au dopage durant les années 1990 en utilisant de l'EPO et de la cortisone.

## Palmarès

### Palmarès amateur
- 1983
  -  Champion du monde du contre-la-montre par équipes juniors (avec Alex Pedersen, Søren Lilholt et Kim Olsen)
  - 2e du championnat du Danemark du contre-la-montre juniors
  - 3e du Giro della Lunigiana
- 1984
  - Coppa Mobilio Ponsacco (contre-la-montre)
  - 3e de Florence-Viareggio
- 1985
  - 6ea étape du Tour des régions italiennes
  - Trophée Matteotti amateurs
  - Coppa 29 Martiri di Figline di Prato
  - 2e du Gran Premio La Torre
  - 4e du championnat du monde sur route amateurs

### Palmarès professionnel
| - 1986 - Champion des Pays nordiques sur route - Scandinavian Open Road Race - 3e du New York City Tour - 1987 - Tirreno-Adriatico : - Classement général - 6e étape (contre-la-montre) - Grand Prix Pino Cerami - 3e de la Semaine cycliste internationale - 8e du championnat du monde sur route - 10e de Milan-San Remo - 1988 - Grand Prix de la ville de Camaiore - 6e étape de la Semaine cycliste internationale - 4e étape du Tour du Danemark - 2e étape de la Schwanenbrau Cup - 2e du Grand Prix de Francfort - 2e du Tour du Danemark - 2e du Grand Prix de Zurich - 3e de Tirreno-Adriatico - 3e du Trophée Matteotti - 3e du Grand Prix Pino Cerami - 3e du Tour d'Émilie - 8e de Liège-Bastogne-Liège - 10e de Milan-San Remo - 1989 - Trofeo Pantalica - Tour de l'Etna - Coppa Bernocchi - Circuit de la région linière - 2e de la Coppa Agostoni - 3e de Gand-Wevelgem - 3e du Tour du Latium - 3e du Tour de Romagne - 3e de la Coupe du monde - 4e du Tour des Flandres - 4e de Paris-Tours - 9e du championnat du monde sur route - 1990 - Semaine cycliste internationale : - Classement général - 1re étape - Trofeo Laigueglia - Paris-Tours - 2e de la Coppa Bernocchi - 6e du Grand Prix de Zurich - 7e de la Finale de la Coupe du monde (contre-la-montre) - 9e de la Coupe du monde - 1991 - 9e étape du Tour de Suisse - 2e de Milan-San Remo - 3e du Tour des Flandres - 3e de Liège-Bastogne-Liège - 3e de la Coupe du monde - 3e des Six jours de Copenhague - 5e du Tour de Lombardie - 5e de Paris-Tours - 7e du Grand Prix des Nations - 1992 - Tirreno-Adriatico : - Classement général - 3e étape - 3ea étape de l'Hofbrau Cup - Paris-Bruxelles - 3e de l'Hofbrau Cup - 5e du Tour de Lombardie - 9e du Grand Prix des Amériques - 10e de Milan-San Remo - 1993 - 7e étape du Tirreno-Adriatico - 3ea étape des Trois Jours de La Panne - 3e et 5ea étapes du Tour du Pays basque - Liège-Bastogne-Liège - Grand Prix de Francfort - Prologue, 1re et 4eb étapes du Tour de Romandie - 9e étape du Tour de Suisse - Coppa Bernocchi - Milan-Turin - Six jours de Copenhague (avec Jens Veggerby) - 2e du Tour du Pays basque - 5e de Milan-San Remo - 6e de la Flèche wallonne - 8e de la Coupe du monde | - 1994 - Trofeo Laigueglia - 3e (contre-la-montre par équipes) et 14e étapes du Tour de France - Trophée Matteotti - Paris-Bruxelles - 2e du Tour du Frioul - 3e du Critérium des Abruzzes - 6e du championnat du monde sur route - 1995 - 1re étape du Tour du Pays basque - 9e étape du Tour d'Italie - 4e étape du Tour de Luxembourg (contre-la-montre) - 4e étape de l'Hofbrau Cup (contre-la-montre par équipes) - 2e des Six jours de Copenhague - 2e des Trois Jours de La Panne - 2e de Milan-Turin - 3e du Grand Prix de Fourmies - 3e de Paris-Bruxelles - 3e du Tour du Latium - 4e du Tour de Lombardie - 8e de Liège-Bastogne-Liège - 9e du championnat du monde sur route - 1996 - Kuurne-Bruxelles-Kuurne - 7e étape du Tirreno-Adriatico - 13e étape du Tour de France - 4eb étape du Tour du Danemark - Tour des Pays-Bas : - Classement général - 4e étape - Médaillé d'argent de la course en ligne des Jeux olympiques - 2e du Tour du Danemark - 3e du Grand Prix de Francfort - 9e du Tour des Flandres - 9e de Liège-Bastogne-Liège - 1997 - Prologue de Tirreno-Adriatico - 3eb étape des Trois Jours de La Panne (contre-la-montre) - Tour des Flandres - 2e de la Coupe du monde - 3e du championnat du Danemark sur route - 3e du Grand Prix de Suisse - 6e de Paris-Roubaix - 6e de la Classique de Saint-Sébastien - 8e de Milan-San Remo - 10e de l'Amstel Gold Race - 1998 - 5e étape du Tirreno-Adriatico - Classement général du Tour des Pays-Bas - 2e du Tour du Danemark - 2e des Six jours de Herning - 6e de Paris-Roubaix - 1999 - Prologue du Regio Tour - 1re étape du Tour du Danemark - 2e du Tour du Danemark - 2000 - Classement général du Tour du Danemark - 3e du championnat du Danemark sur route - 3e de la Flèche brabançonne - 8e de Milan-San Remo - 2001 - 4e du Tour des Flandres - 10e de Milan-San Remo - 10e de Paris-Roubaix - 2002 - 6e du Tour des Flandres |  |

## Résultats sur les grands tours

### Tour de France
7 participations
- 1991 : non-partant (6e étape),  maillot jaune pendant 4 jours
- 1992 : non-partant (2e étape)
- 1993 : 70e
- 1994 : 19e, vainqueur de la 14e étape
- 1996 : 28e, vainqueur de la 13e étape
- 1997 : 68e
- 2001 : 141e

### Tour d'Italie
8 participations
- 1986 : non-partant (12e étape)
- 1988 : 42e
- 1989 : non-partant (13e étape)
- 1990 : 76e
- 1991 : non-partant (4e étape)
- 1994 : 30e
- 1995 : 61e, vainqueur de la 9e étape
- 2002 : 124e

### Tour d'Espagne
2 participations
- 1998 : 59e
- 1999 : non-partant (15e étape)

## Résultats sur les championnats

### Championnats du monde professionnels

#### Course en ligne
- Duitama 1995 : 9e